# Cascata del Serpente
La cascata del Serpente è una cascata naturale della Liguria. Un tempo era anche detta cascata delle Cheucie.
Con altri quattro salti d'acqua minori forma il complesso delle cascate del Serpente.

## Caratteristiche
La cascata si è formata nella valle ripida e profondamente incassata scavata del rio Masone, un affluente in sinistra idrografica della Stura di Ovada. A differenza di altre cascate in questo caso il salto non è dovuto alla presenza di rocce diverse caratterizzate da un diverso grado di erodibilità, ma da un diverso grado di fratturazione della medesima roccia, i serpentinoscisti che predominano nella composizione dei fianchi della piccola vallata. Da tale diverso grado di fratturazione deriva il gradino a monte della cascata dal quale l'acqua del torrente precipita nel sottostante laghetto,  saltando appunto un tratto roccioso meno fratturato e quindi più resistente nel tempo all'azione erosiva dell'acqua. 
Il luogo è considerato uno dei siti di interesse geomorfolgico  del parco naturale regionale del Beigua, che non lontano dal salto d'acqua ha allestito un "percorso botanico" con la collaborazione della scuola media di Masone.
Il laghetto sottostante la cascata è parecchio frequentato durante l'estate dai bagnanti della zona.

## Storia
In passato la cascata veniva chiamata cascata delle Cheucie e il solo laghetto alla sua base veniva detto "del Serpente".
(Rivista mensile del Club Alpino Italiano, anno 1915)
La ricchezza di acque del rio Masone veniva sfruttata in vari modi e ancora oggi è possibile vedere quanto rimane di un grosso mulino collocato nei pressi della confluenza del torrente con la Stura e, nei pressi della cascata, i ruderi dell'antica cartiera Savoi, anch'essa funzionante ad energia idraulica.

## Escursionismo e torrentismo

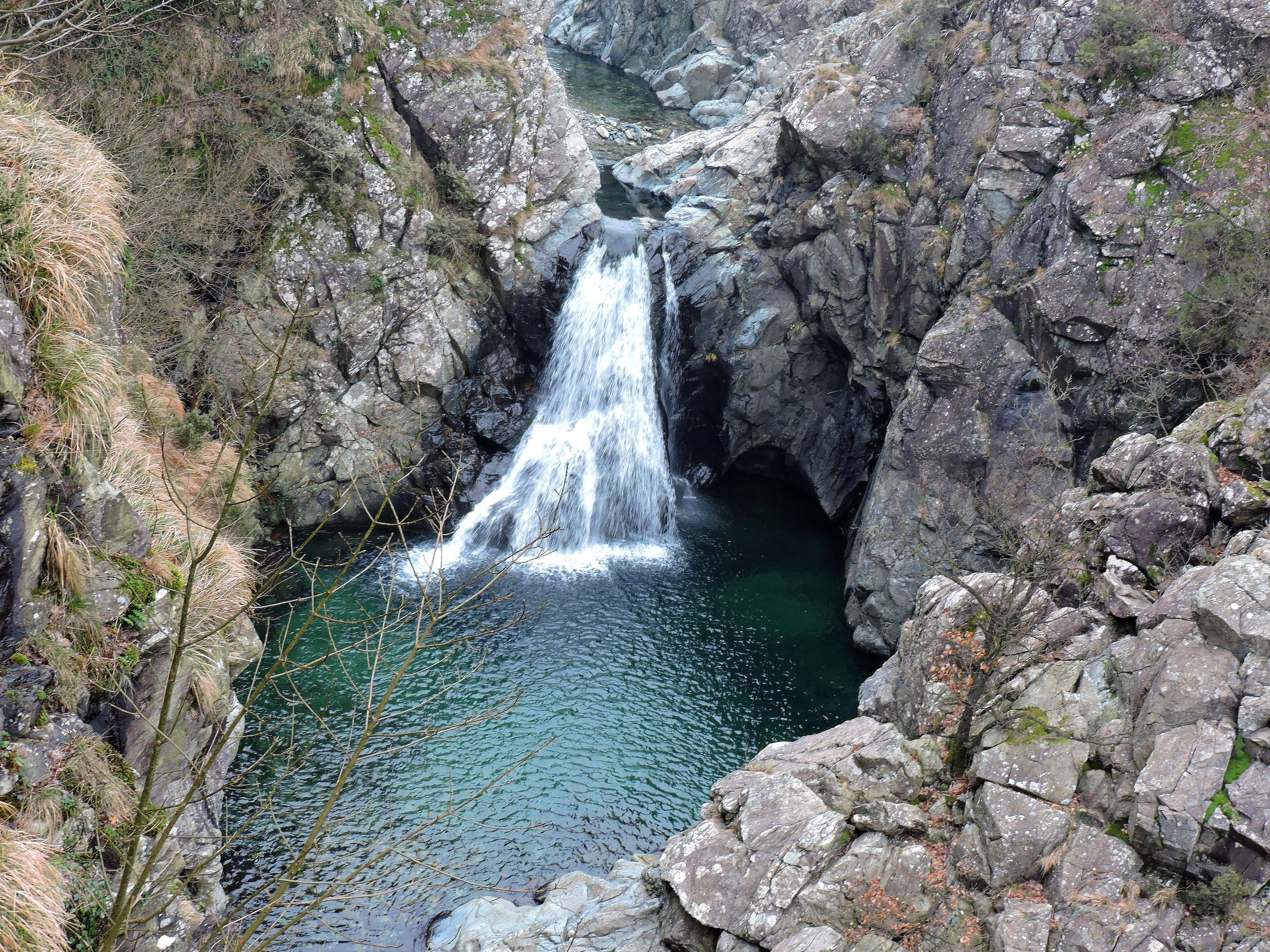
La cascata con il laghetto sottostante

La cascata del Serpente può essere facilmente raggiunta dal centro di Masone in auto oppure in circa mezz'ora di cammino. Si può proseguire per sentiero a monte verso la zona dello spartiacque ligure/padano e la zona del Bric del Dente.
Il salto d'acqua principale e gli altri minori sono toccati da un itinerario torrentistico parzialmente attrezzato con una via ferrata.